# Смер — социјалдемократија
Смер — социјалдемократија (слч. Smer - sociálna demokracia), пре 1. јануара 2005. позната под називом Смер (Трећи пут) (слч. Smer (tretia cesta)), или једноставно Смер, је политичка партија у Словачкој коју води Роберт Фицо. Сматра се да у политичком смислу припада левом центру.
Настала је године 1999. издвајањем из Партије демократске левице (слч. Strana demokratickej ľavice, SDL) (у доба док је Роберт Фицо био најпопуларнији члан СДЛ) и брзо постала једна од најпопуларнијих партија у Словачкој, док је популарност СДЛ, наследнице некадашње Комунистичке партије Словачке и дела владајуће коалиције од 1998 до 2002. опадала.
Године 2004. постала је трећа најјача партија у Националном већу Словачке републике, с 25 од 150 места. Године 2005. према анкетама је постала најјача политичка партија у Словачкој, с подршком око 30% потенцијалних гласача.
Дана 1. јануара 2005. Смер се удружио с мањим социјалдемократским партијама:
- Партија демократске левице (в. горе)
- Социјалдемократска алтернатива (Sociálnodemokratická alternatíva; мала модернистичка социјалдемократска партија која се издвојила из СДЛ нешто касније од Смера), и
- Социјалдемократска партија Словачке (Sociálnodemokratická strana Slovenska; основана године 1990, постала позната по вођству Александера Дубчека).

Нова странка је добила име Смер — Социјалдемократија.
На изборима за словачки парламент одржанима 17. јуна 2006. Смер је освојио највише гласова. Од 2006. до 2010. је био на власти под вођством Роберта Фица. Од избора 2010. је био у опозицији.
На парламентарним изборима 10. марта 2012. године, странка је освојила апсолутну већину са 83 од 150 заступничких места у словачком парламенту.